# Basses de Can Conill
La zona humida Basses de Can Conill està formada per dues basses, una situada al nord, més gran i permanent, coneguda com a bassa de Can Conill, i una altra menor, coneguda com a Can Conill Petita, que se sol assecar a l'estiu. Ambdues allotgen poblacions de tortuga d'estany (Emys orbicularis).
La bassa gran, de 220 m², és d'origen artificial. Té forma ovalada i una profunditat màxima de 2 m. Presenta aigua de forma permanent, però el nivell oscil·la fins a 1 m segons l'època de l'any. Als marges hi ha joncs, ciperàcies, càrexs, lliri groc i diferents espècies pròpies dels herbassars humits. A l'aigua apareixen força llenties d'aigua (Lemna minor). El bosc de ribera és format per gatells (Salix cinerea) i alguns pollancres i roures martinencs (Quercus pubescens). Als prats propers a la bassa s'hi realitzen les postes de tortuga d'estany.
La bassa petita, situada més al sud, molt a prop d'una edificació, és de caràcter temporal. Sol estar coberta totalment per llenties d'aigua i als seus marges hi ha boga i alguns sectors amb roures i esbarzers. A les dues basses s'ha detectat nombrosos anurs (granota verda, reineta meridional, gripau d'esperons i tòtil) i urodels (tritó palmat, tritó verd, salamandra comuna). Entre els rèptils, a més de la tortuga d'estany (Emys orbicularis), hi ha serps d'aigua (serp de collaret, colobra escurçonera). També destaquen les poblacions d'invertebrats (heteròpters, odonats i coleòpters aquàtics).
Aquesta zona no presenta impactes significatius. Podrien posar en perill l'espai processos d'eutrofització de les aigües, de sobreexplotació d'aqüífers o d'expansió dels conreus. A més, les poblacions de tortuga d'estany es troben força aïllades i per les seves reduïdes dimensions corren risc de desaparició.